# Карликовый тритон
Карликовый тритон (лат. Hypselotriton orientalis) — вид тритонов из рода Hypselotriton отряда хвостатых земноводных.

## Историческое свидетельство
В 1008 году один китайский автор отметил, что небольшие чёрные саламандры могут быть обнаружены среди водяных растений в прудах. Это животное имеет такую же голову, как ящерица, тёмно-красный живот, четыре ноги и пять пальцев. Тот же автор сообщает, что животные обитают в высокогорном озере Тяньце на вершине горы Лучан, где они считаются потомками небесного дракона. Помимо прочего, крестьяне считали, что эти животные обладают способностью вызывать дождь.

## Описание
Карликовые тритоны — небольшие хвостатые амфибии длиной 6 — 10 см. Цвет может колебаться от тёмно-коричневого до чёрного. Цвет живота — от оранжевого до алого цвета с многочисленными чёрными пятнами. На спине и особенно верхних конечностях могут быть оранжевые пятна.
Мужские особи более мелкие, чем самки. Помимо этого половой диморфизм проявляется также в форме хвоста, который у самцов более короткий с развитым плавником. Как и у большинства тритонов, самцы в период размножения имеют распухшую клоаку.

## Ареал
Эндемик юго-восточного Китая. Ареал этих тритонов охватывает китайские провинции Цзянсу, Чжэцзян, Цзянси, Аньхой и Хубэй. Естественной средой существования амфибий являются горные водоёмы, небольшие ручьи, затопленные поля в горных долинах, холодные пруды, колодцы, террасные поля и канавы.
В последнее время данный вид является одним из популярных террариумных животных.